# Tödwen

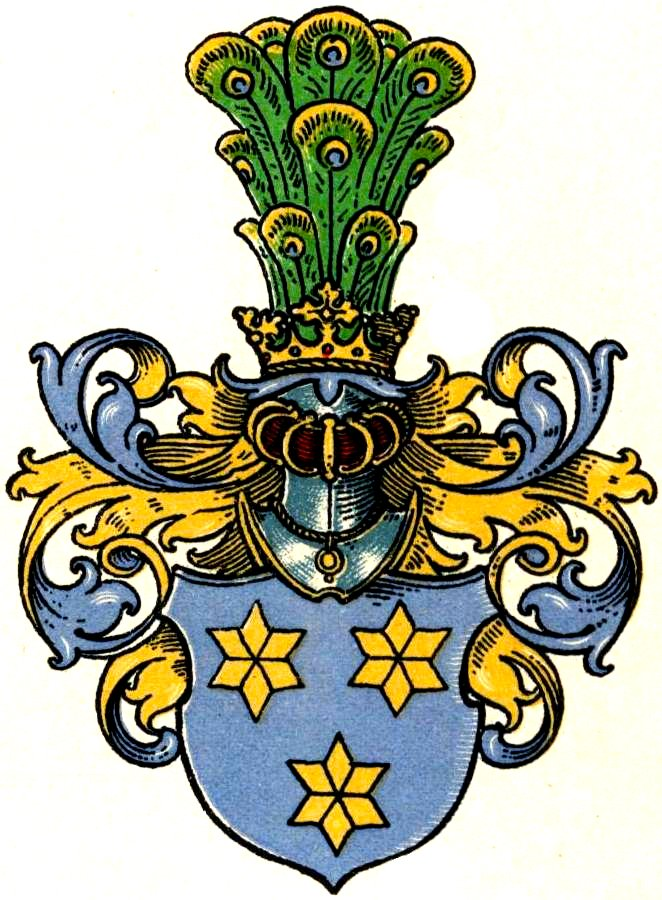
Wappen derer von Tödwen

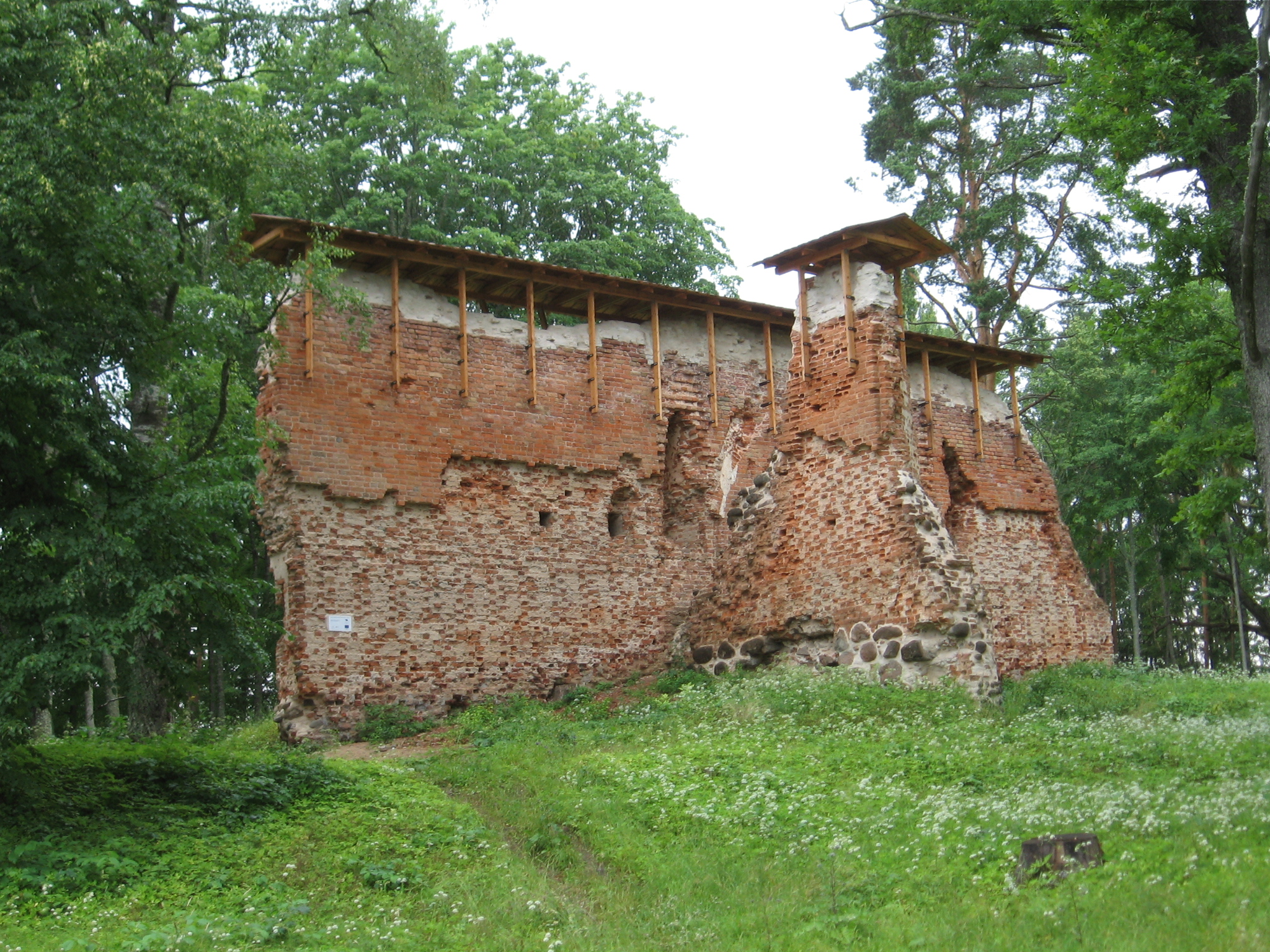
Ruine der um 1340 erbauten Burg Ringen

Tödwen ist der Name eines erloschenen baltischen Uradelsgeschlechts.

## Geschichte
Stammvater des Geschlechts der Tödwen soll  der Däne Wogen Palnisun gewesen sein, Ritter und 1266 Hauptmann von Reval. Nach dem Dorfe Tödwen, ca. 21 km südlich von Reval, hat das Geschlecht, seinen Namen entlehnt. Ebenfalls zum frühesten Besitz der Tödwen muss das ca. 6 km nordwestlicher gelegene Gut Sack im Kirchspiel Haggers gerechnet werden. Seine Enkel Hermann 1333 und Wogen 1338 führten bereits den Namen Tödwen.
Die Tödwen erscheinen dann in Livland zuerst mit Gotthard Tödwen der um 1340 die Burg Ringen erbaute. Willekinus Tödwen war 1345 dänischen Vasall in Estland. In der Folgezeit waren die Geschicke der Familie eng mit denen des Ordens verknüpft. Heneke Tödwen war 1399 Ritterrichter in Harrien. Dietrich Tödwen war Pfründeinhaber in Reval, vermutlich ist dieser gleichzusetzen mit dem Domherrn zu Reval von 1413. Berthold Tödwen war im Jahre 1414 Mannrichter in Harrien und 1416 Besitzer des Komturs in Reval. Hermann Tödwen war 1423 Gerichtsbeisitzer des Komturs in Reval und 1429 Mannrichter in Harrien. Ein anderer Hermann Tödwen war 1429 Beisitzer im Harrischen Manngericht, ebenso wie nach ihm Helmold Tödwen in den Jahren 1436–1443. Schließlich war noch Dietrich Tödwen Mannrichter in Harrien im Jahre 1452.
Im Livländischen Krieg fiel Ringen, das noch 1558 Wilhelm Tödwen besessen hatte, erst an die Russen, wurde dann aber nach der Rückeroberung durch den Orden zerstört. Damit ging der Familie ihr ältestes Lehen verloren, die unruhigen Folgejahre taten ein Übriges zum Niedergang des Geschlechts. Nach dem endgültigen Abzug der Moskowiter aus Livland erhielt Wilhelm Tödwen den Tödwenshof nebst einem Teil des Maydellshof verlehnt. Dieser Besitz ging der Familie jedoch noch vor 1600 wieder verloren. 1599 geriet Heinrich Tödwen zu Kersel in schwedische Gefangenschaft, aus der er nicht zurückkehrte. 1622 veräußerte Claus Tödwen sein Gut Jöhntacken. 
Am 16. Juni 1651 erkannte Königin Christine von Schweden dem königlich schwedischen Leutnant Otto Wilhelm von Tödwen den Beitz an Rujenbach an, das diesem seine Gattin Anna Elisabeth von Holstfer zugetragen hatte. Leutnant Johann Leonhard von Tödwen, Sohn der zuvor genannten, war noch 1683 Herr auf Rujenbach. Am 13. April 1755 jedoch verkaufte seine Erbin Barbara Sophie von Schreiterfeld Rujenbach für 8000 Reichstaler.

## Besitz
Der Besitz des Geschlechts erstreckte sich ausgehend von Harrien vor allem über das historische Estland und den estnischen Distrikt Livlands. Die Tödwen besaßen also die Güter, Höfe und Dörfer Allo, Idenorm und Rex im Kirchspiel Rappel, Attel im Kirchspiel Joerden, Kemmen, Nerawe, Noraff, Orgall/Orgell, Moisenküll und Maientacken im Kirchspiel Korküll, Payack mit Jottenkorbe, Genaw, Torris, Normis, Nichko, Hopsel und Runwar im Kirchspiel Nysso, sowie Kepküll im Kirchspiel Hackers, weiterhin Badenkund, Corbes, Jöhntacken, Kaggemeke, Kattel, Kersel, Klauenstein, Kogel, Könde, Leve, Maines, Mettepä, Milstfer, Mohns, Nyenhofen, Paibst, Peithoff, Perrist mit Kayfer und Kagrimoise, Odenpäh, Packer, Pahofer,  Ringen, Rujenbach, Sack, Todwen, Tödwenhof, Willust und Woydefer.

## Wappen
Das Stammwappen zeigt im blauen Schild drei sechsstrahlige goldene Sterne (2:1). Auf dem Helm mit blau-goldenen Decken fünf Pfauenfedern.
Abweichend erscheinen die Sterne auch siebenstrahlig, oder als Rosen. Auf dem Helm ein schwertführender Arm wachsend, zwischen zwei Pfauenfedern.